# Lindsay Ellis
Lindsay Carole Ellis (nascida em 24 de novembro de 1984) é uma autora e youtuber americana. De 2008 a 2014, ela fez parte da companhia de produção visual Channel Awesome, sob a alcunha de The Nostalgia Chick. Em 2014, Ellis começou a se dedicar ao seu canal próprio no YouTube, deixando a área de crítica de cinema e focando em fazer videoensaios longos e com um olhar mais acadêmico. Em julho de 2020, estreou como autora, lançando o livro Axiom's End, que se tornou um best seller do The New York Times.

## Biografia

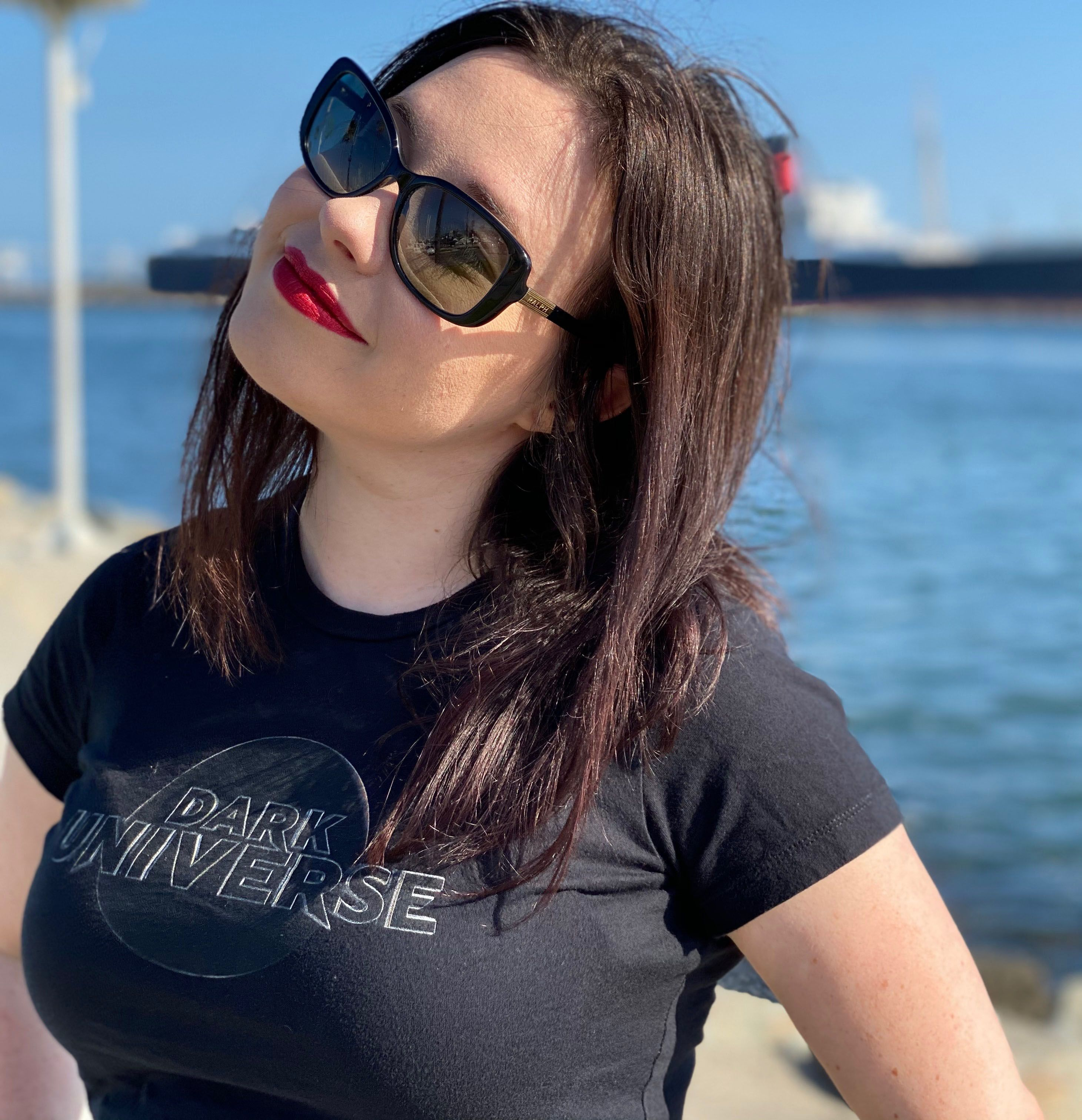
Lindsay Ellis em 2020.

Ellis cresceu em Johnson City, Tennessee. Ela é bissexual e vegetariana. Em 2019, ela e seu marido Nick Hansen moravam em Long Beach, Califórnia. Ela tem dois filhos: um nascido em 2022, e outro em 2024.
Ao longo de sua carreira online, Ellis foi sujeita a várias campanhas de assédio. Em dezembro de 2021, num posto no site Patreon, intitulado "Walking away from Omelas", Lindsay Ellis anunciou que ela estava se aposentando do YouTube e da criação de conteúdo, citando assédio online e bullying sofrido.

### SérieNoumena
- Axiom's End (2020)
- Truth of the Divine (2021)
- Apostles of Mercy (2024)